# 郭芝
郭芝（?—?），西平郡（郡治在今青海省西宁市）人，三国时曹魏官员，魏明帝郭皇后之从父。
郭芝官至虎贲中郎将。正元元年（254年）大将军司马师就阴谋废掉魏帝曹芳。九月十九日，司马师让郭芝入宫告诉郭太后。郭太后正在与曹芳对坐闲谈，郭芝对曹芳说：“大将军想要废掉陛下，立彭城王曹据为帝！”曹芳站起来走了。郭太后不高兴。郭芝说：“太后有儿子不能教育。大将军主意已定，又领兵在外防备非常之变，只能顺从他，还有什么可说的！”太后说：“我想见大将军，对他有话讲。”郭芝说：“还见什么，现在只应快取玺绶！”太后就让侍从取来玺绶放在座旁。郭芝出来报告司马师，司马师很高兴。郭芝助司马师废曹芳有功，司马师很亲近他。